# Episodi di The Naked Truth (terza stagione)
La terza stagione della serie televisiva The Naked Truth è stata trasmessa in anteprima negli Stati Uniti d'America dalla NBC tra il 22 settembre 1997 e il 25 maggio 1998.
| nº | Titolo originale                                       | Titolo italiano | Prima TV USA      | Prima TV Italia |
| -- | ------------------------------------------------------ | --------------- | ----------------- | --------------- |
| 1  | Things Change                                          |                 | 22 settembre 1997 |                 |
| 2  | Her Girl Friday                                        |                 | 29 settembre 1997 |                 |
| 3  | Bully for Dave                                         |                 | 6 ottobre 1997    |                 |
| 4  | Liesl Weapon                                           |                 | 13 ottobre 1997   |                 |
| 5  | Bridesface Revisited                                   |                 | 20 ottobre 1997   |                 |
| 6  | We Almost Had Paris                                    |                 | 10 novembre 1997  |                 |
| 7  | Look at Me! Look at Me!                                |                 | 17 novembre 1997  |                 |
| 8  | Going Mein Way                                         |                 | 24 novembre 1997  |                 |
| 9  | He Ain't Famous, He's My Brother                       |                 | 8 dicembre 1997   |                 |
| 10 | The Unsinkable Nora Wilde                              |                 | 15 dicembre 1997  |                 |
| 11 | Hooked on Heroine                                      |                 | 26 gennaio 1998   |                 |
| 12 | Women on the Verge of a Rhytidectomy                   |                 | 2 febbraio 1998   |                 |
| 13 | 8 1/2                                                  |                 | 9 febbraio 1998   |                 |
| 14 | The Neighbor of Bath                                   |                 | 9 marzo 1998      |                 |
| 15 | Day of the Locos                                       |                 | 25 maggio 1998    |                 |
| 16 | Muddy for Nothing                                      |                 | inedito           |                 |
| 17 | Born to Be Wilde                                       |                 | inedito           |                 |
| 18 | The Seer and the Sucker                                |                 | inedito           |                 |
| 19 | Can't We All Just Get Along?                           |                 | inedito           |                 |
| 20 | Bob & Carol & Ted & Alice, Except with Different Names |                 | inedito           |                 |
| 21 | Jake or Fake?                                          |                 | inedito           |                 |
| 22 | Up, Up, and Away                                       |                 | inedito           |                 |